# Пати-ду-Алферис
Пати-ду-Алферис (порт. Paty do Alferes) — муниципалитет в Бразилии, входит в штат Рио-де-Жанейро. Составная часть мезорегиона Агломерация Рио-де-Жанейро. Входит в экономико-статистический микрорегион Васорас. Население составляет 25 132 человека на 2007 год. Занимает площадь 319,103 км². Плотность населения — 78,8 чел./км².
Праздник города — 15 декабря.

## История
Город основан 15 декабря 1988 года. 

## Статистика
- Валовой внутренний продукт на 2005 год составляет 157 802 тысяч реалов (данные: Бразильский институт географии и статистики).
- Валовой внутренний продукт на душу населения на 2005 год составляет 5773,00 реалов (данные: Бразильский институт географии и статистики).
- Индекс развития человеческого потенциала на 2000 год составляет 0,718 (данные: Программа развития ООН).

## География
Климат местности: горный тропический. В соответствии с классификацией Кёппена, климат относится к категории Cwa.